# Papa Corneliu
Pontificatul Papei Corneliu (n. 180 d.Hr., Roma, Imperiul Roman – d. iunie 253 d.Hr., Civitavecchia, Lazio, Regatul Italiei) a fost în perioada martie 251 - iunie 253.

## Alegerea Papei
Alegerea succesorului lui Papa Fabian a fost întârzâiată mai mult de un an (ianuarie 250 până în martie/aprilie 251) din cauza persecuției violente  dezlănțuită de Decius (251 - 253 ).  În timpul acestei persecuții au murit în închisori aproape toți reprezentanții de seamă ai Bisericii romane. În tot acest timp biserica a fost păstorită de prezbiterul Novațian, până ce în martie 251 a fost ales episcopul Corneliu, roman, foarte probabil membru al anticei familii Cornelia.

## Conflictul cu antipapa Novațian
Această alegere a provocat împotrivirea susținătorilor lui Novațian, care la rândul lor și-au ales un episcop al Romei. Astfel sub pontificatul lui Corneliu a avut loc prima schismă, odată cu alegerea antipapei Novațian, care a fost excomunicat într-un conciliu din Roma. De precizat că această schismă mai avea la bază și atitudinea pe care Biserica trebuia să o adopte în privința așa zișilor „lapsi” (care în latină înseamnă „căzuți”), adică acei creștini care s-au lepădat de creștinism în timpul persecuției lui Decius și acum doreau să fie readmiși în comuniunea de credință a Bisericii. Cu privire la aceștia Novațian avea o poziție rigidă și susținea excluderea lor definitivă; Papa Corneliu însă era favorabil readmiterii lor după o pocăință adecvată.
Această poziție a avut câștig de cauză atunci când papa a reușit să obțină sprijinul Bisericii din Cartagina și aceleia din Alexandria. Într-un sinod unde erau prezenți 70 de episcopi, Novațian a fost excomunicat, abandonându-se în felul acesta linia rigoristă. S-au păstrat câteva scrisori ale Papei Corneliu din perioada schismei, prețioase azi pentru reconstituirea termenilor dezbaterii asupra „lapsilor”, în plus aceste scrisori sunt bogate în date cu privire la consistența clerului roman.

## Persecuțiile și decesul
La reluarea persecuțiilor, în 252, sub împăratul Trebonianus Gallus, papa a fost arestat și exilat la „Centumcellae” (actuala Civitavecchia), unde a și murit. N-a fost înscris în catalogul martirilor, însă Biserica Romană așa l-a considerat întotdeauna. Este înmormântat în cripta Lucina din catacombele Sf. Calixt, unde se află și azi lespedea sa. Primul epitaf papal compus pentru el a fost scris în latină, mai apoi a fost tradus în greacă.
Papa Corneliu este sărbătorit pe 16 septembrie.

## Venerarea
Unele dintre relicvele sale au fost luate în Germania în Evul Mediu; capul său a fost așezat la Kornelimünster, mănăstirea de lângă Aachen, care îi poartă numele. În Renania, el a fost, de asemenea, un sfânt patron al îndrăgostiților. O legendă asociată cu Corneliu povestește despre un tânăr artist care a fost însărcinat să decoreze Corneliuskapelle în cartierul Selikum din Neuss. Fiica unui cetățean local s-a îndrăgostit de artist, dar tatăl ei a interzis căsătoria, remarcând că el ar consimți doar dacă și papa ar fi făcut așa. În mod miraculos, statuia lui Corneliu sa aplecat din altar și a binecuvântat perechea, iar cei doi iubiți s-au căsătorit.
Cornelius, alāturi de Quirinus de Neuss, Hubertus și Antonie cel Mare, a fost venerat ca unul din cei patru sfinți patroni ai Renaniei în timpul Evului Mediu târziu.